# Primera División 2021 (vrouwenvoetbal Uruguay)
Het seizoen 2021 van de Primera División was het 25e seizoen van de hoogste Uruguayaanse vrouwenvoetbalcompetitie. De competitie liep van 4 september 2021 tot 22 mei 2022. Defensor Sporting Club werd voor het eerst landskampioen.

## Teams
Er namen tien ploegen deel aan de Primera División tijdens het seizoen 2021. Acht ploegen wisten zich vorig seizoen te handhaven en twee ploegen promoveerden vanuit de Segunda División: Racing Club de Montevideo en Club Náutico (allebei uitgeroepen tot gedeeld kampioen) kwamen in de plaats van de gedegradeerde ploegen FC San Jacinto–CA Rentistas en CA Progreso.
| Club                      | Stad        | Vorig seizoen |
| ------------------------- | ----------- | ------------- |
| CA Atenas                 | San Carlos  | 8e            |
| Danubio FC                | Montevideo  | 6e            |
| Defensor Sporting Club    | Montevideo  | 5e            |
| CA Fénix                  | Las Piedras | 4e            |
| Liverpool FC              | Montevideo  | 3e            |
| Club Nacional de Football | Montevideo  | 1e            |
| Club Náutico              | Montevideo  | 1e (2ª)       |
| CA Peñarol                | Montevideo  | 2e            |
| Racing Club de Montevideo | Montevideo  | 1e (2ª)       |
| CA River Plate            | Montevideo  | 7e            |

## Competitie-opzet
De competitie bestond uit twee fasen: de eerste fase en de Fase Final en Torneo Permanencia (tweede fase). In het reguliere seizoen speelden de ploegen een halve competitie tegen elkaar. Na de eerste negen wedstrijden werd de competitie in tweeën gesplitst: de top-vijf kwalificeerde zich voor de Fase Final, de overige vijf ploegen gingen naar het Torneo Permanencia. In beide groepen werd vervolgens wederom een halve competitie gespeeld. De ploegen in de Fase Final speelden om de landstitel, terwijl in het Torneo Permanencia werd gestreden om op het hoogste niveau te mogen blijven.

### Kwalificatie voor internationale toernooien
Het seizoen 2021 gold als kwalificatie voor de Zuid-Amerikaanse Copa Libertadores Femenina van 2022. De landkampioen mag meedoen aan dat toernooi, dat in oktober 2022 in Ecuador zal worden gespeeld.

## Eerste fase
De eerste fase (Primera Fase) - ook wel Torneo Rexona de Fútbol Femenino genoemd - liep van 4 september tot 19 december 2021. In de eerste helft van het jaar werd er helemaal geen vrouwenvoetbal gespeeld in Uruguay, op twee oefenwedstrijden van de nationale ploeg na. Nadat de Organización de Futbolistas Uruguayas (een organisatie die opkomt voor de rechten van de Uruguayaanse voetbalsters) had aangedrongen op het hervatten van de competities werd besloten om in augustus te beginnen. De ploegen speelden een halve competitie en de vijf beste ploegen kwalificeerden zich voor de Fase Final. De overige vijf ploegen gingen verder in het Torneo Permanencia.
CA Fénix en promovendus Racing Club de Montevideo openden de competitie. Dankzij twee doelpunten van Paola Pintado werd Fénix de eerste koploper van het seizoen. Een dag later wisten ook Defensor Sporting Club, Club Nacional de Football en CA Peñarol te winnen. Titelverdediger Nacional behaalde de ruimste zege door de andere gepromoveerde ploeg, Club Náutico met 10–0 te verslaan. Esperanza Pizarro (de topscorer van vorig seizoen) en Yamila Badell scoorden allebei een hattrick.
Een week later won Peñarol met 3–1 van Defensor Sporting. Nacional versloeg Danubio FC met 6–0 (wederom een hattrick van Badell) en Fénix won van CA River Plate. Deze drie ploegen bleven hierdoor aan de leiding van de competitie. In de derde speelronde stonden Nacional en Peñarol tegenover elkaar. Deze Clásico eindigde onbeslist: Belén Aquino bracht Peñarol tweemaal op voorsprong, maar Pizarro bracht de Tricolores beide keren op gelijke hoogte. Fénix slaagde er niet in om te profiteren, want zij speelden ook gelijk (tegen Danubio). Liverpool FC versloeg Racing Club met 3–2 en kwam zo eveneens op zeven punten.
Tijdens de vierde speelronde won Nacional met 4–0 van Fénix, waardoor de Albivioletas op achterstand kwamen in het klassement. Peñarol (tegen Náutico) en Liverpool (tegen River Plate) wisten ook te winnen, waardoor er nog drie koplopers over waren. Ook een week later wonnen deze drie ploegen, waardoor ze nu allemaal dertien punten hadden uit vijf duels. Defensor Sporting versloeg Fénix en bleef met twaalf punten in het spoor van de koplopers. Hun voorsprong op Fénix, de nummer vijf, was vijf punten.
Nacional en Racing speelden hun zesde wedstrijd een week eerder dan de overige ploegen, omdat Nacional vervolgens mee zou doen aan de Copa Libertadores. Ze versloegen Racing met 8–0, waardoor de Racinguistas definitief waren veroordeeld tot de strijd tegen degradatie. Nacional zou op de Copa Libertadores uiteindelijk vierde worden, een evenaring van het beste resultaat dat een Uruguayaanse ploeg ooit behaalde. De overige duels in de zesde speelronde werden op 31 oktober gespeeld, behalve Danubio–Náutico, dat werd uitgesteld wegens een gebrek aan scheidsrechters. Peñarol bleef in het spoor van Nacional door met 4–0 van Liverpool te winnen. Die werden op hun beurt ingehaald door Defensor Sporting, dat won van River Plate. Ook River Plate kon hierdoor de strijd tegen degradatie niet meer ontlopen.
Op 21 november werd Peñarol tijdelijk de enige koploper: ze wonnen met 7–0 van Danubio, terwijl de wedstrijd tussen Nacional en Defensor Sporting pas anderhalve week later werd gespeeld (vanwege de deelname van Nacional aan de Copa Libertadores). Elf dagen later kwam Nacional weer gelijk door die wedstrijd met 6–0 te winnen, mede dankzij vier treffers van Esperanza Pizarro. Defensor Sporting was desondanks zeker van een plekje bij de beste vijf, waardoor ze konden spelen om de landstitel. Ook Nacional, Peñarol en Liverpool hadden zich gekwalificeerd voor de titelstrijd.
De strijd om het laatste ticket voor de kampioensgroep ging tussen CA Atenas, Fénix, Náutico en Danubio. Tijdens de een-na-laatste speeldag was Náutico de enige van die vier die punten wisten te pakken: ze versloegen Fénix met 2–0, terwijl Atenas (tegen Nacional) en Danubio (tegen het al uitgeschakelde River Plate) een nederlaag leden. Hierdoor kon Danubio de vijfde plek niet meer halen en ook Fénix had alleen nog maar een mathematische kans. Ze hadden sowieso van Peñarol moeten winnen om nog de top-vijf te kunnen halen, maar verloren met 4–0. Op de laatste dag van het reguliere seizoen werd de strijd om plek vijf beslist: Atenas won van Danubio en Náutico won van River Plate, waardoor beide ploegen met een gelijk puntenaantal eindigden. Op basis van het doelsaldo kwalificeerde Atenas zich echter voor de Fase Final, terwijl Náutico tegen degradatie moest strijden.
Nacional en Peñarol eindigden uiteindelijk op een gedeelde eerste plaats; op hun onderlinge duel na hadden ze de overige acht wedstrijden allemaal gewonnen. Defensor Sporting had in de een-na-laatste speelronde met 7–0 van Liverpool gewonnen. Sofía Oxandabarat, die vorig seizoen namens Racing Club topscorer was geworden van de Segunda División scoorde drie keer. Hierdoor eindigden de Violetas als derde, met enkel puntverlies tegen Nacional en Peñarol. Liverpool werd vierde en Atenas completeerde de top-vijf. Racing Club de Montevideo had alle wedstrijden verloren en eindigde als laatste. Samen met Náutico, Fénix, River Plate en Danubio gingen zij verder in de degradatiegroep.

### Eindstand Primera Fase
|     | Club                      | Sp. | W | G | V | Pnt. | DV | DT | DS  |
| --- | ------------------------- | --- | - | - | - | ---- | -- | -- | --- |
| 1.  | Club Nacional de Football | 9   | 8 | 1 | 0 | 25   | 47 | 3  | +44 |
| 2.  | CA Peñarol                | 9   | 8 | 1 | 0 | 25   | 36 | 3  | +33 |
| 3.  | Defensor Sporting Club    | 9   | 7 | 0 | 2 | 21   | 25 | 11 | +14 |
| 4.  | Liverpool FC              | 9   | 5 | 1 | 3 | 16   | 12 | 18 | –6  |
| 5.  | CA Atenas                 | 9   | 4 | 1 | 4 | 13   | 18 | 15 | +3  |
| 6.  | Club Náutico              | 9   | 4 | 1 | 4 | 13   | 12 | 21 | –9  |
| 7.  | CA Fénix                  | 9   | 2 | 1 | 6 | 7    | 7  | 19 | –12 |
| 8.  | CA River Plate            | 9   | 2 | 0 | 7 | 6    | 9  | 22 | –13 |
| 9.  | Danubio FC                | 9   | 1 | 2 | 6 | 5    | 8  | 32 | –24 |
| 10. | Racing Club de Montevideo | 9   | 0 | 0 | 9 | 0    | 4  | 34 | –30 |

### Legenda
| Kleur | Kwalificatie voor  |
| ----- | ------------------ |
|       | Fase Final         |
|       | Torneo Permanencia |

## Torneo Permanencia
De vijf laagst geklasseerde ploegen uit het reguliere seizoen gingen verder in het Torneo Permanencia. De ploegen speelden een halve competitie tegen elkaar en de twee slechtste ploegen degradeerden naar de Segunda División. De wedstrijden werden gespeeld tussen 27 februari en 15 mei 2022.
De eerste speelronde eindigde met nipte zeges van Danubio FC (3–2 tegen Racing Club de Montevideo) en van CA Fénix (1–0 tegen CA River Plate). Een week later won River Plate wel van Racing Club. Fénix behield de koppositie middels een overwinning op Club Náutico.
De Primera División werd vervolgens stilgelegd vanwege het Zuid-Amerikaans kampioenschap onder 20. De eerste wedstrijd na de competitiehervatting werden er 1–0 overwinningen behaald door Fénix (tegen Racing) en Náutico (tegen Danubio). Hierdoor leek Fénix zich veilig te hebben gespeeld, maar hierna werd bekend dat ze in die wedstrijd een speelster hadden opgesteld van wie het medisch dossier niet voldeed. Hierdoor kreeg Racing Club de punten voor die wedstrijd toegekend.
Tijdens de vierde speelronde hoefde Fénix niet in actie te komen. Die week won Náutico van Racing en behaalde River Plate een overwinning op Danubio. Hierdoor was Racing Club officieel gedegradeerd. Wie er ook zou degraderen was nog niet zeker; Danubio moest sowieso van Fénix winnen om nog kans te maken, terwijl de winnaar van River Plate–Náutico veilig was. Uiteindelijk won Náutico van River Plate, maar wist Danubio ook te zegevieren tegen Fénix. Daardoor eindigden Fénix, Danubio en River Plate met een gelijk puntenaantal. Dat betekende dat er een beslissingswedstrijd nodig was om de tweede degradant aan te wijzen. Fénix had het beste doelsaldo van de drie en handhaafde zich hierdoor sowieso in de Primera División. Danubio en River Plate speelden tegen elkaar tegen degradatie.
Die wedstrijd werd een week later, op 15 mei, gespeeld. Danubio kwam snel op voorsprong, maar uiteindelijk won River Plate met 3–2. De Darseneras bleven hierdoor actief op het hoogste niveau. Danubio degradeerde, maar omdat San José FC (de nummer twee van de Segunda División) zich niet inschreef voor het volgende seizoen en CA Cerro (de nummer drie) geen jeugdploegen had in het vrouwenvoetbal - wat verplicht was voor ploegen in de Primera División - mocht Danubio in eerste instantie toch in de Primera División blijven. Deze beslissing werd later teruggedraaid, waardoor Danubio alsnog degradeerde.

### Eindstand Campeonato Permanencia
|    | Club                      | Sp. | W | G | V | Pnt. | DV | DT | DS |
| -- | ------------------------- | --- | - | - | - | ---- | -- | -- | -- |
| 1. | Club Náutico              | 4   | 3 | 0 | 1 | 9    | 8  | 2  | +6 |
| 2. | CA Fénix                  | 4   | 3 | 0 | 1 | 6    | 4  | 1  | +3 |
| 3. | Danubio FC                | 4   | 2 | 0 | 2 | 6    | 4  | 4  | 0  |
| 4. | CA River Plate            | 4   | 2 | 0 | 2 | 6    | 3  | 4  | –1 |
| 5. | Racing Club de Montevideo | 4   | 0 | 0 | 4 | 3    | 3  | 11 | –8 |

### Legenda
| Kleur | Kwalificatie voor                                                |
| ----- | ---------------------------------------------------------------- |
|       | Beslissingswedstrijd tegen degradatie naar Segunda División 2022 |
|       | Degradatie naar Segunda División 2022                            |

#### Beslissingswedstrijd
|                              |                                         |                                |                     |                                                                           |
| 15 mei 2022 8:45 uur (UTC−3) | CA River Plate                          | 3 – 2                          | Danubio FC          | Estadio Parque Palermo, Montevideo Scheidsrechter: Nadia Fuques (Uruguay) |
| 15 mei 2022 8:45 uur (UTC−3) | Herrera 46' Carrasco 62' Forestiero 75' | Verslag (AUF) Verslag (Salimo) | 6' Romero 85' Silva | Estadio Parque Palermo, Montevideo Scheidsrechter: Nadia Fuques (Uruguay) |

CA River Plate wint met 3–2 en handhaaft zich in de Primera División.

## Fase Final
Aan de Fase Final por el Campeonato Uruguayo namen de vijf hoogstgeplaatste ploegen uit de eerste fase deel. Tussen 27 februari en 22 mei 2022 speelden zij een halve competitie en de winnaar daarvan werd landskampioen.
CA Peñarol begon met een wedstrijd tegen Defensor Sporting Club en in tegenstelling tot in de eerste fase wisten ze ditmaal niet te winnen: het duel eindigde net als het treffen tussen Liverpool FC en CA Atenas in een 1–1 gelijkspel. Deze vier ploegen deelden dus de koppositie. Club Nacional de Football hoefde niet in actie te komen tijdens deze eerste ronde en speelde twee weken later hun eerste wedstrijd in de Fase Final. Daarin werd Liverpool met 5–0 verslagen. Defensor Sporting greep de leiding door met 2–1 van Atenas te winnen.
Net als de degradatiegroep werd de kampioensgroep pas hervat na het Zuid-Amerikaans kampioenschap onder 20. Hierbij behield Defensor Sporting hun leidende positie: net als in de eerste fase wonnen ze met grote cijfers van Liverpool: de Violetas zegevierden ditmaal met 8–0, waarbij vier doelpunten op naam kwamen van Sofía Oxandabarat. Diezelfde middag wist Nacional de Clásico tegen Peñarol te winnen: een eigen doelpunt in de slotfase zorgde voor de 2–1 eindstand. Door deze uitslag was het voor Peñarol niet meer mogelijk om kampioen te worden.
Tijdens de een-na-laatste speelronde stonden Nacional en Defensor Sporting tegenover elkaar. De ploeg die deze wedstrijd op 15 mei won werd kampioen. Als het in een gelijkspel zou eindigen was er nog geen beslissing. Nacional kwam in de eerste helft op een 1–0 voorsprong dankzij Antonela Ferradans en dit was ook de ruststand. In de tweede helft kreeg Paz Vila van Defensor Sporting een rode kaart, maar ondanks deze vrouw-minder-situatie wist Oriana Fontan de gelijkmaker te scoren. In de slotfase scoorde Fontan ook de winnende 2–1 voor Defensor Sporting Club, dat daardoor voor het eerst in de geschiedenis Uruguayaans bij de vrouwen werd. In de slotronde verzekerde Nacional zich van het vicekampioenschap door met 5–0 van Atenas te winnen. Peñarol won hun laatste twee wedstrijden van Atenas en Liverpool en eindigde daardoor als derde.
|     | Club                      | Sp. | W | G | V | Pnt. | DV | DT | DS  |
| --- | ------------------------- | --- | - | - | - | ---- | -- | -- | --- |
| 01. | Defensor Sporting Club    | 4   | 3 | 1 | 0 | 10   | 13 | 3  | +10 |
| 2.  | Club Nacional de Football | 4   | 3 | 0 | 1 | 9    | 13 | 3  | +10 |
| 3.  | CA Peñarol                | 4   | 2 | 1 | 1 | 7    | 7  | 3  | +4  |
| 4.  | CA Atenas                 | 4   | 0 | 1 | 3 | 1    | 2  | 9  | –7  |
| 5.  | Liverpool FC              | 4   | 0 | 1 | 3 | 1    | 1  | 18 | –17 |

### Legenda
| Kleur | Kwalificatie voor               |
| ----- | ------------------------------- |
|       | Copa Libertadores Femenina 2022 |

| Winnaar Primera División 2021   |
| ------------------------------- |
| Defensor Sporting Club 1e titel |

#### Topscorers
Club Nacional de Football-speelster Esperanza Pizarro scoorde zeventien doelpunten in het reguliere seizoen. Na de jaarwisseling ging ze spelen bij Santa Teresa CD in Spanje. Ze kwam dus niet meer in actie tijdens de Fase Final, maar desondanks was dit doelpuntenaantal hoog genoeg om voor het tweede seizoen op rij topscorer te worden.
Onderstaand klassement is gebaseerd op de top-vijf volgens de website van de krant La Diaria, waarbij een deel van die cijfers worden bevestigd in een artikel van La Oral Deportiva (een onderdeel van radiostation 970 Universal) en door het Twitteraccount van de Uruguayaanse voetbalbond.
| №  | Speelster         | Club(s)                   | Goals |
| -- | ----------------- | ------------------------- | ----- |
| 1. | Esperanza Pizarro | Club Nacional de Football | 17    |
| 2. | Sofía Oxandabarat | Defensor Sporting Club    | 12    |
| 3. | Belén Aquino      | CA Peñarol                | 11    |
| 4. | Juliana Castro    | Defensor Sporting Club    | 8     |
| 5. | Yamila Badell     | Club Nacional de Football | 7     |

### Fairplayklassement
Het fairplayklassement werd gewonnen door Club Náutico.
1997 · 1998 · 1999 · 2000 · 2001 · 2002 · 2003 · 2004 · 2005 · 2006 · 2007 · 2008 · 2009 · 2010 · 2011 · 2012 · 2013 · 2014 · 2015 · 2016 · 2017 · 2018 · 2019 · 2020 · 2021